# Première Nature morte orange
Première Nature morte orange est un tableau réalisé par le peintre français Henri Matisse en 1899 à Toulouse. Cette huile sur toile est une nature morte. Partie des collections du musée national d'Art moderne, à Paris, elle se trouve en dépôt au musée Matisse du Cateau-Cambrésis depuis le 24 septembre 2002.